# Carbonara al Ticino
Carbonara al Ticino (Carbunàra in dialetto lomellino) è un comune italiano di 1 426 abitanti della provincia di Pavia in Lombardia. Si trova nel Pavese, sul ciglio del terrazzo che domina la valle alluvionale del Ticino, presso la riva destra del fiume.

## Origini del nome
Il nome deriva da Sylva Carbonaria, l'antichissima foresta estesa tra l'abitato ed il Ticino, in parte periodicamente incendiata per ricavarne carbone di legna.

## Storia
La zona era compresa nella vastissima foresta detta Sylva Carbonaria, che si estendeva dai torrenti Terdoppio e Agogna, comprendendo Dorno e Valeggio, sino al Ticino e il Po. In mezzo alla selva vi passava l'antica Strada Regina, strada che dalla Via Emilia e Piacenza raggiungeva Pavia e proseguiva per Dorno e Valeggio fino a Lomello, e poi passando per Vercelli e Torino raggiungeva la Gallia.
Delle origini della zona, una delle più antiche notizie di Carbonara è dato dal Codice diplomatico Longobardo dove si fa menzione di un diploma regio di Cuniperto (690 circa) non emesso a Pavia ma in curte Carbonaria che riconosceva la zona la prerogativa di feudo regio. Un altro diploma del re longobardo Rachis, pubblicato dal Muratori, è datato 5 agosto 747 ed emesso da Curte Curbonaria.
Il primo impulso fu dato dal monaco eremita e carbonaio Sant'Aldo che nella selva Carbonaria, insieme ad alcuni suoi confratelli, bonificando, lavorando il carbone di legna presso le carbonaie e pregando, trasse gli ultimi anni di sua vita. Nei pressi attorno all'VIII secolo sorse l'antico monastero colombaniano di Santa Maria di Carbonaria che gestiva la produzione del carbone di legna ed un ospitale per pellegrini, mendicanti e curava gli infermi. Inoltre sempre nella stessa epoca gli abitanti dedicarono al santo eremita un oratorio in paese, che raccolse le spoglie del santo per un lungo periodo, successivamente si ebbe la traslazione del corpo del santo patrono nella chiesa di San Colombano Maggiore di Pavia; nell'anno 1565 si ebbe una traslazione nella Cattedrale di Pavia e nel 1573 fu collocato nell'altare maggiore della basilica di San Michele di Pavia.
In seguito il territorio venne suddiviso fra i possedimenti colombaniani gestiti dai monasteri pavesi del Monastero di San Pietro in Ciel d'Oro e del Monastero di San Salvatore.
L'imperatore Guido II di Spoleto nell'anno 891 concesse la Sylva Carbonaria al Monastero di Santa Maria Teodote di Pavia con il feudo di Carbonaria (comprendente anche Villanova) assieme all'antico monastero di S. Maria e l'ospitale. Nel 1083 il priorato del monastero di S. Maria di Carbonaria passa a far parte dei possessi del monastero di S. Croce in Mortara. Nel 1524 il priorato, divenuto commenda, è unito a quello di S. Pietro in Ciel d'Oro di Pavia. Da questa data del monastero non si hanno più notizie.
Noto fin dal XIII secolo come Carbonaria, legato al feudo di Gropello, fu sotto la signoria dei Beccaria di Gropello e poi per eredità (XV secolo) dei Visconti del ramo di Breme e Gropello, dei quali Girolamo fu primo Conte di Carbonara (inizio del XVII secolo). Essi si estinsero prima della fine di quel secolo, e la contea passò ai loro congiunti Lonati Visconti. Nel 1768 Antonio Maria della Chiesa, che prese per adozione il cognome Malaspina della città di Bobbio (PC), fu creato Marchese di Carbonara.
Nel 1713 il comune, seguendo le sorti della Lomellina, fu incluso nei domini dei Savoia. Nel 1863 prese il nome di Carbonara al Ticino.
Tra le località di Carbonara, due ebbero vicende particolari e furono comuni autonomi :
- Sabbione, noto come Sablonum già nel XIII secolo, seguì feudalmente le sorti di Cava Manara e terre vicine, appartenendo agli Eustachi e poi ai marchesi Olevano di Pavia, essendo poi unito a Carbonara verso il 1800
- Campomaggiore, a causa dell'incerta collocazione tra la Lomellina e il Siccomario, fu causa, con altri tre paesi (Torre de Torti, fraz. di Cava Manara, San Fedele e Travedo, fraz. di Sommo), di un lungo contenzioso tra l'Austria e i Savoia, tra il 1710 e il 1738. Nel 1815 il comune (che contava circa 200 abitanti) fu soppresso e unito a Zerbolò e solo nel 1866 ne fu staccato e unito a Carbonara.

### Simboli
Lo stemma e il gonfalone sono stati concessi con decreto del presidente della Repubblica dell'8 giugno 1992.
Il riso e il granoturco sono un riferimento ai principali prodotti dell'agricoltura del paese. Le figure dei lupi ricordano quelli che vivevano numerosi nei boschi del IX-X secolo.
Il gonfalone è un drappo partito di verde e di giallo.

## Monumenti e luoghi d'interesse

### Architetture religiose
- Chiesa parrocchiale di San Giovanni Evangelista[10], la chiesa attuale risale al 1753. Vi è la cappella dedicata a S. Aldo eremita, copatrono della parrocchia, dove si venera una statua in atteggiamento dormiente, posta con alcune reliquie del santo in un'urna.
- Chiesa di Santa Maria Assunta.

## Geografia antropica
Frazioni
Canarazzo.
Cascine
Menocchia, Campomaggiore, Sabbione, Casoni, Belvedere, Finta Battaglia, Sant'Antonio, Casottoni, Cavallera, Cantarana.

## Società

### Evoluzione demografica
Abitanti censiti

## Cultura

### Cucina

#### Sagra della Bruschetta
Ogni anno nel mese di Ottobre a Carbonara si svolge il tradizionale evento gastronomico.

#### Curiosità
La Cascina Casoni, presso Carbonara al Ticino, è stata tra le location principali usate per le riprese del famoso film Il ragazzo di campagna del 1984, diretto da Castellano e Pipolo e interpretato da Renato Pozzetto: vi furono girate le scene ambientate nell'immaginario paese campagnolo di Borgo Tre Case. Per questo motivo è diventata meta di ammiratori del film e dell'attore lombardo e più in generale di appassionati dei film comici degli anni ottanta.
Carbonara al Ticino ha dato i natali nel 1907 al maestro e professore di musica Gerolamo Siro Lossani, allievo del maestro Franco Vittadini (che fu assiduo frequentatore di Pietro Mascagni e Giacomo Puccini). Il maestro Lossani, dopo aver studiato a Pavia grazie agli sforzi congiunti dei suoi 11 fratelli, si è trasferito a Milano nel dopoguerra dove ha insegnato e composto musica classica e leggera fino alla sua morte nel 1974. Tra i suoi allievi ci fu il giovanissimo Elio Cesari (Tony Renis) agli albori e il rocker antesignano Clem Sacco; tra le sue varie collaborazioni discografiche svetta di certo quella con il giovane Adriano Celentano per il quale nel 1961 compose la musica del famoso cha-cha-cha "Basta".